# Ben More
A Ben More egy skóciai hegycsúcs, az ún. Crianlarich-hegyek egyik legkeletebbi és legmagasabb tagja. 1174 méteres magasságával a skót munrók között a 16. helyen áll. Glasgow-tól északra kb. 60 mérföldre fekszik.

## Általános információk

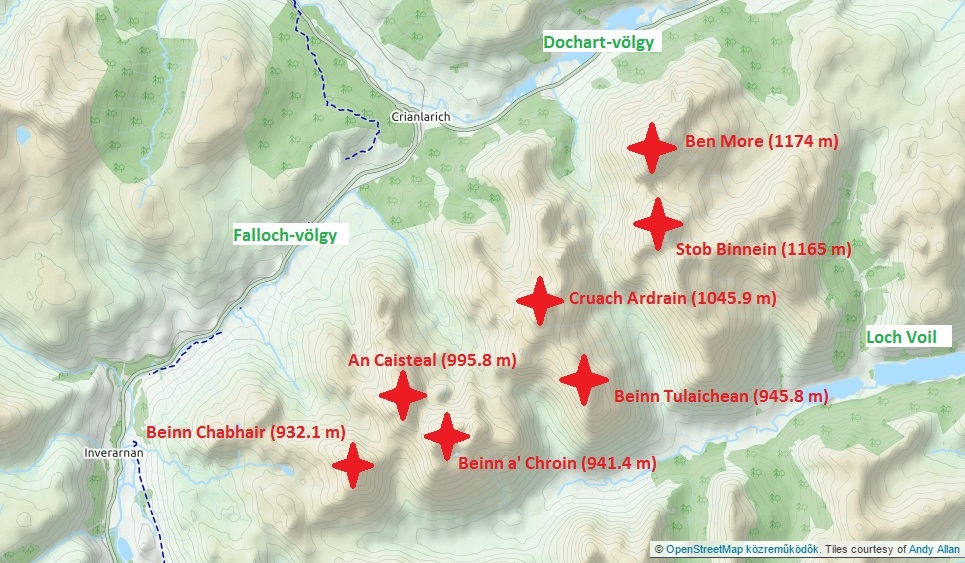
A Crianlarich-hegyek hét munrójának elhelyezkedése

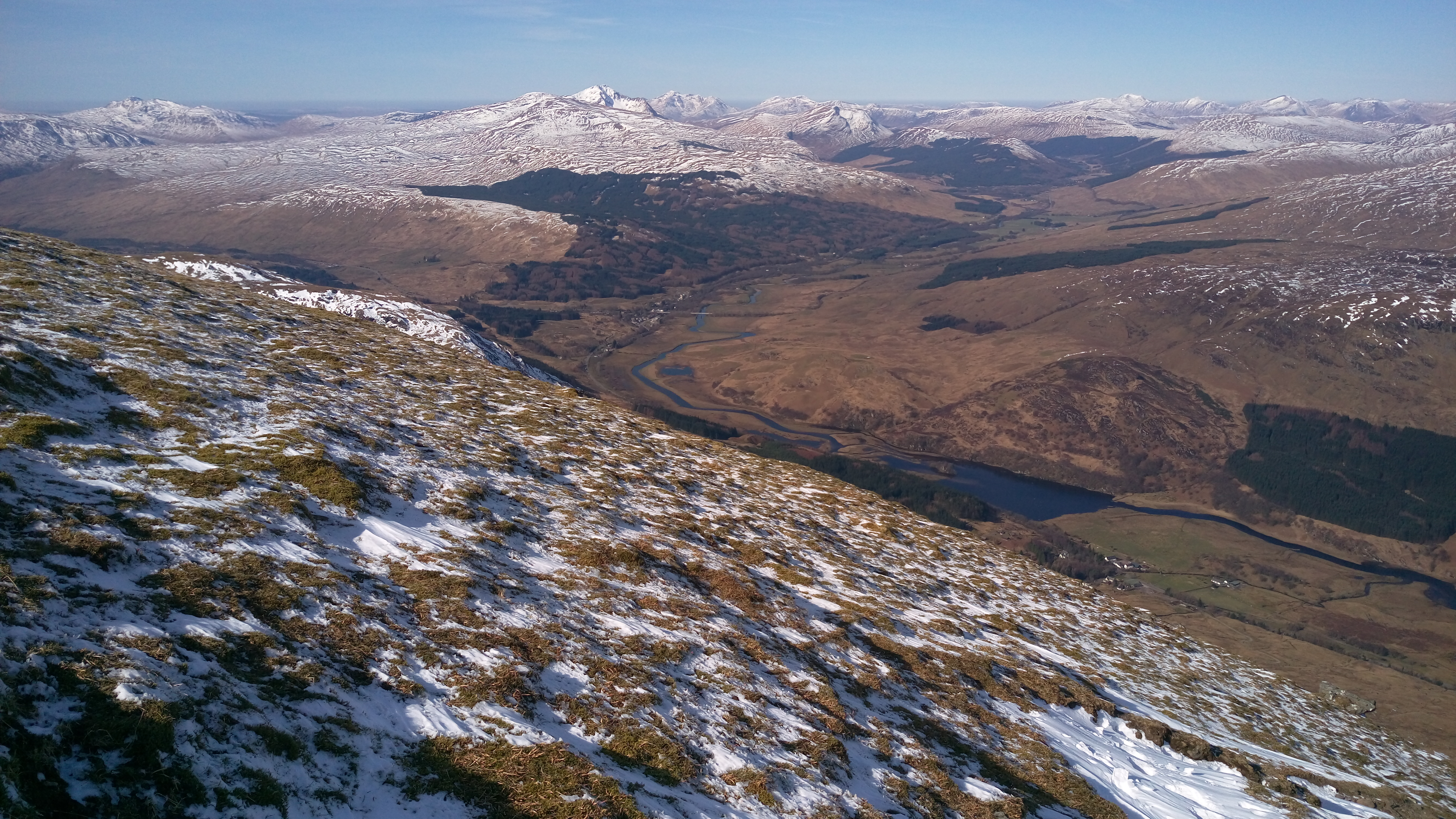
Kilátás a Ben More tetejéről a Fillan-völgy irányába. A távolban a Ben Lui csúcsa, a kép alján a Loch Dochart.

A Crianlarichtól délre elhelyezkedő hegyek hét munró minősítéssel bíró csúcsot tartalmaznak. A mély völgyekkel szabdalt terület legkeletebbi felén fekszik a Ben More és Stob Binnein kettőse, amelyeket a Benmore- (Benmore Glen) és az Inverlochlarig-völgyek (Inverlochlarig Glen) választanak el a hegyvonulat többi csúcsától. A két hegy szabályos piramisnak tűnik minden oldalról, és kevésbé sziklásak a Crianlarich-hegyek többi tagjához képest, sokkal inkább füves lejtőik vannak, kivéve az utolsó 200-300 méter szintet. Nyugati szomszédjaik a Cruach Ardrain és a Beinn Tulaichean, délről az A85-ös út határolja, amely a Dochart-völgyben (Glen Dochart) fut. A csúcs északi oldalán található a Cuidhe Chròm nevű terület, amelyen a hó akár a nyári hónapokig megmarad, déli felén pedig egy 300 méter mély nyereg húzódik, amely elválasztja a Stob Binnein nem sokkal alacsonyabb csúcsától.
A Ben More gael neve Beinn Mhòr, az m és h kettősét v-nek kell ejteni, de a legtöbben csak anglicizált neve alapján hivatkoznak rá. A mhòr jelentése nagy, így a hegy neve egyszerűen nagy hegy jelentéssel bír. Bár itt egy valóban magas csúcsról van szó a többi skót hegyhez viszonyítva, az ilyen elnevezéseknél általában a relatív magasságra gondoltak, vagyis, hogy mennyire emelkedik ki a környezetéhez képest. A Ben More a relatív magasság tekintetében a 6. helyen áll a Brit-szigeteken, északról nézve a majdnem 1000 méteres kiemelkedés valóban szembetűnő látvány.

## A csúcs első meghódítói
Ahogy a Felföld déli részének csúcsainál lenni szokott, nem lehet teljes bizonyossággal megállapítani, ki mászta meg elsőként. A Ben More esetében William Roy (1726-1790) beszámolójának szoktak hitelt adni, aki az Ordnance Survey, a brit közigazgatási és térképészeti központ egyik alapítója volt. Munkája során ő maga és csapatai bejárták a skót csúcsokat, hogy a háromszögeléshez oszlopokat helyezzenek ki, és megállapítsák a csúcsok magasságát. Beszámolója ugyan nem tér ki a csúcs pontos leírására, de tartalmazza a Ben More magasságát, aminek megállapítását 1776. szeptember 17-én végezte el vagy ő, vagy egyik csapata.

## A túra leírása

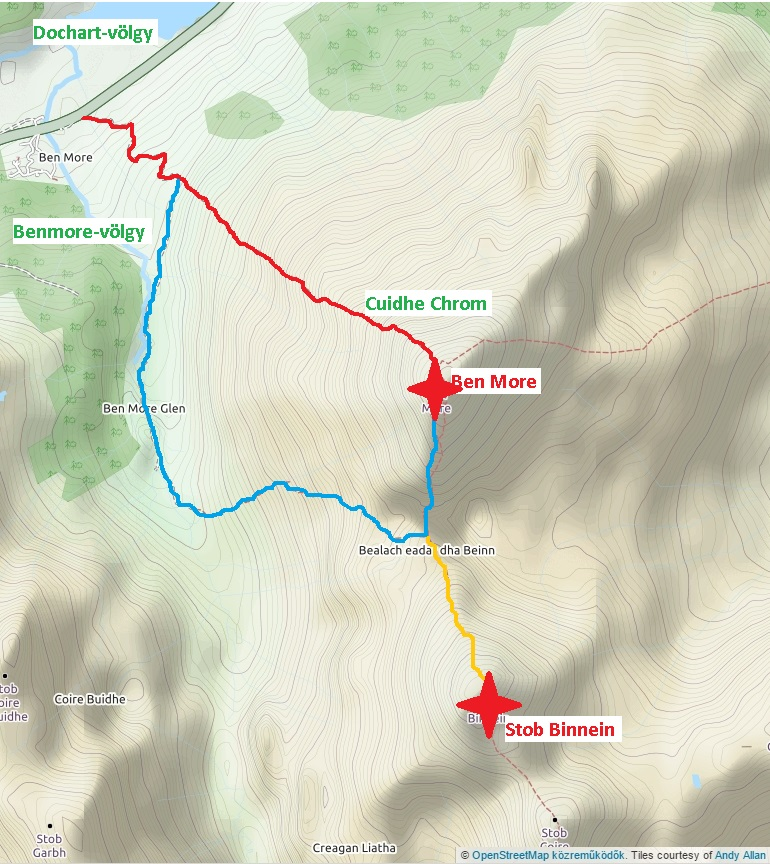
Piros: útvonal felfelé, kék: alternatív útvonal lefelé, sárga: a Stob Binnein csúcsára átvezető ösvény.

A hegyet általában a Stob Binneinnel összekötve szokták megmászni a Dochart-völgy irányából, dél felé haladva. A relatív magasság miatt az 1000 méteres emelkedő akár 2-3 órát is igényelhet, a másik csúccsal összekötve az összes szint eléri az 1300-1400 métert, amire 7-8 órát kell szánni. A kezdeti földút mindössze 300 méteres magasságig tart, innen a meredek hegyoldalban kell haladni néha rendkívül vizes körülmények között, bár az ösvény az út nagy részén kivehető. A legutolsó 300 méter sziklásabb, de nem igényel négykézláb mászást.

## Repülőgép-szerencsétlenség
1973. január 19-én egy Vickers Viscount 802 típusú repülőgép egy tesztrepülés során a hegynek csapódott nem messze a csúcstól. A fedélzeten a két pilótán kívül két utas is tartózkodott, mindannyian életüket vesztették. A hivatalos jelentés szerint a Glasgow-ból felszállt repülőgép rossz időjárási körülmények között repült, erős havazás és szél közepette, miközben nem tartották meg a biztonságos magasságot, és nem fordítottak elég figyelmet a navigációra.